# Пол Розенберг
Пол Розенберг — американський музичний менеджер, відомий своєю роботою з хіп-хоп виконавцями Eminem, Three 6 Mafia та поп-панк гуртом Blink-182. Засновник компанії з музичного менеджменту Goliath Artists, співзасновник лейблу Shady Records і радіостанції Shade 45 (разом з Емінемом), сайту RapRadar.com (разом з Лоренсом Ваврою).

## Біографія
Пол уперше почав співпрацювати з Емінемом у 1997 під час запису міні-альбому The Slim Shady EP, відтоді виконав 5 скітів на релізах репера (4 під назвою «Paul» та 1 з альбому The Eminem Show під назвою «Paul Rosenberg»). У них його персонаж радить Емінему як чинити, «пом'якшити» тексти чи повністю переписати альбом. Разом з виконавцем є співавтором усіх скітів з Relapse (2009).
Розенберг є виконавчим продюсером фільму «Восьма миля» (2002), реаліті-шоу «Gone Too Far» (2009), серіалів «A Different Spin with Mark Hoppus» (2010) й «Detroit Rubber» (2013), продюсером стрічки «Розбагатій або помри» (2005) та виконавчим співпродюсером саундтреку до «Восьмої милі», платівки Recovery (2010) та компіляції Shady XV (2014). Пол також співпрацював з Deckstar та Стівом Аокі, діджеєм і продюсером з Dim Mak Records.
Наразі співпрацює з андерґраунд-репером The Entertainer. Наприкінці 2012 став менеджером Екшн Бронсона, посприяв укладенню контракту з Vice Records і згодом підписав його до Goliath Artists.
23 березня 2013 анонсував про приєднання до своєї компанії детройтського репера Денні Брауна, котрий пізніше підтвердив це через Twitter.